# Rupert Henning

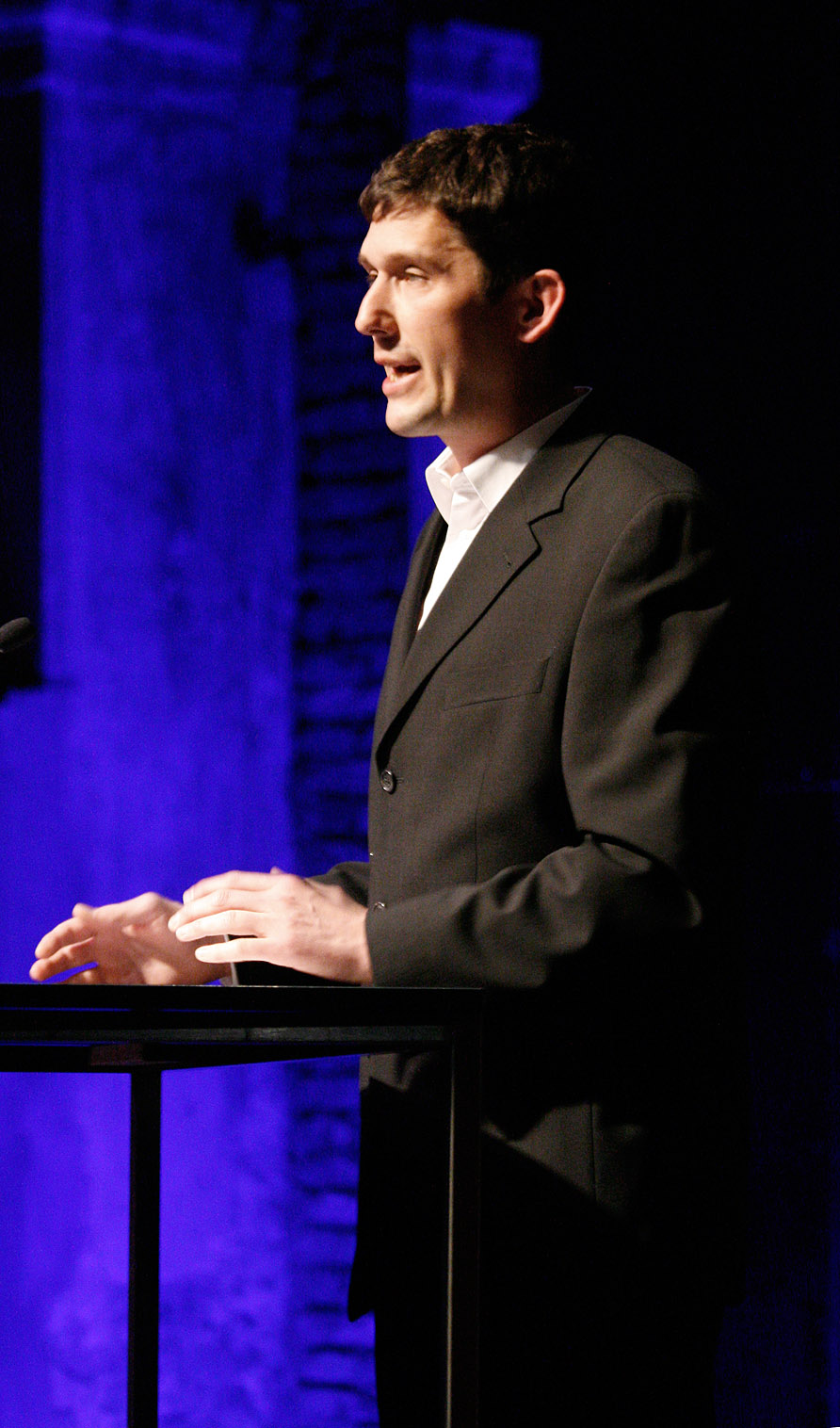
Rupert Henning (Österreichischer Filmpreis 2011)

Rupert Henning (* 24. Dezember 1967 in Klagenfurt) ist ein österreichischer Autor und Schauspieler.

## Leben
Im Jahr 1986 absolvierte Henning die Matura. Danach studierte er Geschichte und Anglistik an der Universität Wien. Neben dem Studium machte er auch eine Schauspiel- und Regieausbildung.
Seit 1984 ist Henning als Autor tätig, unter anderem für Fernsehen und Radio in den verschiedensten Genres, und auch als Übersetzer. Seit 1986 arbeitet Henning auch als Schauspieler und Regisseur für verschiedene Bühnen (zum Beispiel Theater in der Josefstadt, Theater Drachengasse, Graumann-Theater, Studiobühne Villach, Schauspielensemble Wien).
Im Jahr 2009 hat Rupert Henning gemeinsam mit anderen österreichischen Filmschaffenden die Akademie des Österreichischen Films gegründet, in deren Vorstand er sitzt.

## Privates
Henning ist mit der Bühnen- und Filmschauspielerin, Moderatorin sowie ehemaligen Politikerin Mercedes Echerer verheiratet.

## Werke
- Ausrichten – ein Lebensprinzip – politisches Kabarett gemeinsam mit Erwin Steinhauer, 2001
- Drehbuch zu den Filmen der Brüder-Trilogie gemeinsam mit Uli Brée, 2002–2005
  - 2002: Brüder
  - 2003: Brüder II
  - 2004: Brüder III – Auf dem Jakobsweg
- Freundschaft – Kabarettprogramm (2004) und Film (2006) über die österreichische Sozialdemokratie, Autor und Schauspieler
- Im Ruf eines Vogels – Lyriksammlung, 2004
- ab 2005: Vier Frauen und ein Todesfall (Fernsehserie); Drehbuch gemeinsam mit Wolf Haas, Uli Brée und Annemarie Mitterhofer
- Die 4 da – Satireserie im ORF, Staffel 1 (2007) und Staffel 2 (2008), Autor, Regie, Schauspieler
- Kebab mit Alles (2011), Autor
- Dämmerung über Burma (2015), Drehbuch
- 2013: Alles Schwindel (Fernsehfilm, Drehbuch)
- 2015: Tatort: Grenzfall, Autor, Regie
- 2017: Tatort: Schock (Regie und Drehbuch)
- 2017: Tatort: Virus (Drehbuch)
- 2018: Landkrimi – Achterbahn (Drehbuch)
- 2019: Wie ich lernte, bei mir selbst Kind zu sein (Regie und Drehbuch)
- 2019: Tatort: One Way Ticket (Regie und Drehbuch)
- 2020: Tatort: Krank (Regie und Drehbuch)
- 2022: Märzengrund (Produktion)
- 2024: Tiefwassertaucher unterm Dach (Fernsehfilm, Regie, Drehbuch und Produktion)
- 2024: So weit kommt’s noch! (Fernsehfilm, Regie, Drehbuch und Produktion)

## Auszeichnungen

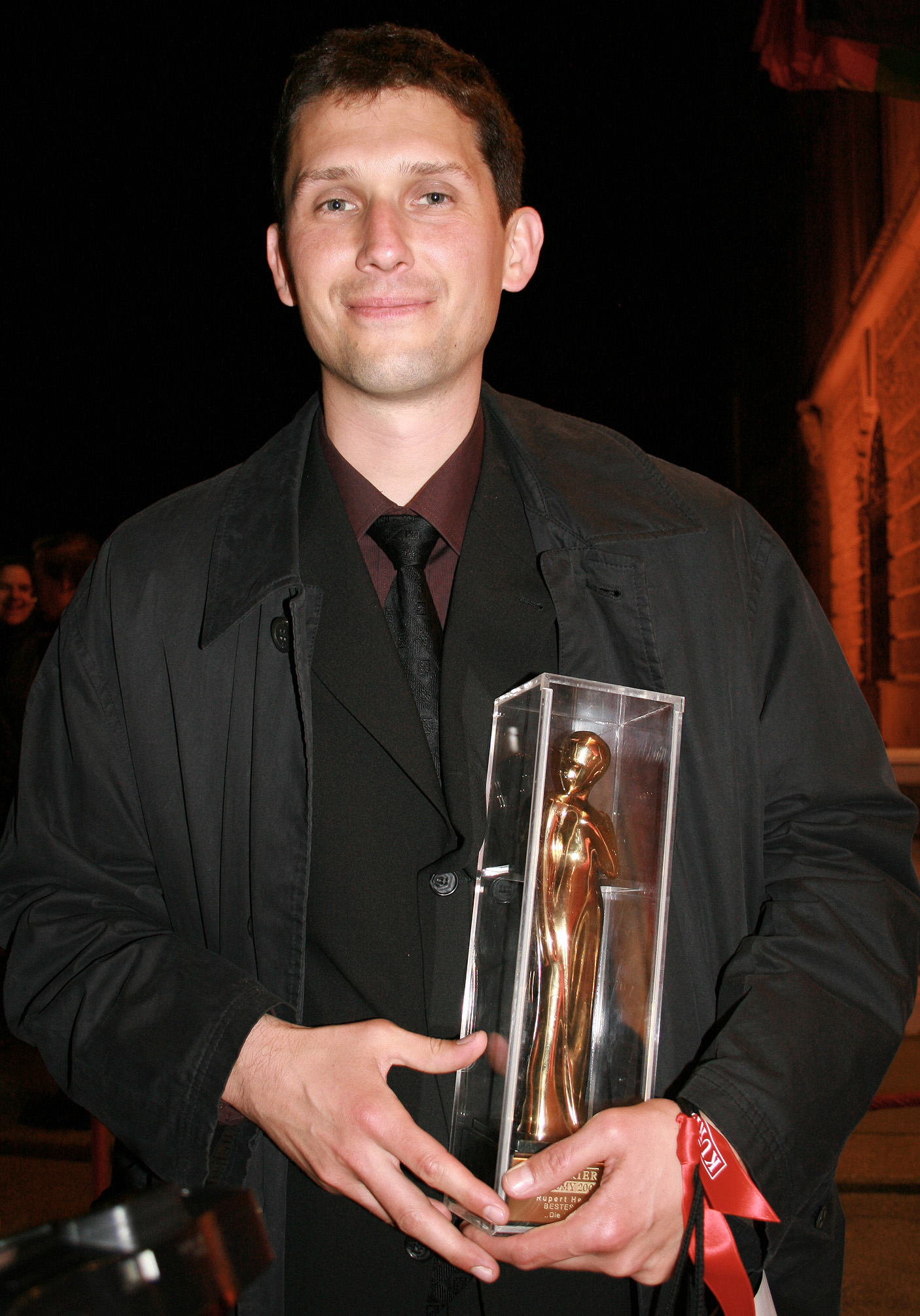
Rupert Henning (Romy 2008)

- Österreichischen Jugendpreis für Literatur 1985
- Österreichischer Kleinkunstpreis 2004
- Literaturpreis der Stadt Villach
- Förderungspreis zur Kainz-Medaille für die Theatersaison 1999/2000
- Arbeitsstipendium des DRAVA-Verlags
- Romy in den Kategorien „Bestes Drehbuch“ und „Beste Comedy“
- Romyverleihung 2017 – Auszeichnung in der Kategorie Bestes Buch TV-Film für Tatort: Schock[3]